# Welcome to Avalon Heights
Welcome to Avalon Heights es el álbum realizado por S Club 8 junto con los 5 protagonistas restantes de su serie de TV juvenil británica "I Dream". Contiene vocales de todos los del elenco, incluyendo al popular grupo pop S Club 8. Las canciones realizadas en el programa mismo han sido cantadas por el elenco.

## Información del álbum
Las voces principales son, en su mayoría, de Matt Di Angelo, Rachel Hyde-Harvey, Helen Kurup, Lorna Want y George Wood, y de S Club 8, de Calvin Goldspink y Frankie Sandford. Muchos de los fanáticos de S Club 8 consideraron esto como injusto para los otros seis miembros del grupo, ya que todos habían contribuido vocales para las canciones a través del curso de la banda.
El tema de entrada del show "I Dream", "Dreaming", estuvo incluido en el álbum, y fue el primer y único sencillo en ser realizado del mismo.
"Welcome To Avalon Heights" y "Waste Your Time On Me" fueron presentadas en varios programas de la BBC, como parte de la promoción del álbum. Sin embargo, una vez realizado el mismo el 30 de septiembre de 2004, falló sin siquiera entrar en el Top 100 de las listas musicales del Reino Unido, arreglándoselas para alcanzar el puesto Nº133 en su primera semana.

## Lista de canciones
1. "Welcome To Avalon Heights"
2. "Dreaming"
3. "Beautiful Thing"
4. "Open Up My Heart"
5. "Our Life"
6. "Waste Your Time On Me"
7. "Goodbye Radio"
8. "Sunshine"
9. "Back Off"
10. "Can I Trust You?"
11. "Don't Steal Our Sunshine"
12. "Say It's Alright"
13. "I Want You Around"
14. "I Dream"
15. "Been There"
16. "Here Comes Summer"

## Trivia
El álbum oficial contenía un área secreta en el sitio web de la banda, donde los fanáticos de I Dream podían escuchar las dos últimas canciones: "Been There" y "Here Comes Summer", ambas con voz principal de Calvin Goldspink. Se permitía leer secretos acerca del elenco, entrar a juegos y ver fotos. Esto, al día de hoy, ya no funciona, ya que el sitio web fue dado de baja con la separación de la banda.
El tema de entrada del show, "Dreaming", es presentado por los miembros de la banda Calvin Goldspink y Frankie Sandford (que tienen a su cargo la mayoría de los vocales), y fue lanzado como sencillo el 15 de septiembre de 2004. Llegó al puesto #19 en las listas musicales del Reino Unido.
- Datos: Q1761599